# Colectivizarea în România
În România, În urma plenarei CC a Partidului Muncitoresc Român (PMR) din 3-5 martie 1949 s-a decis adoptarea modelului sovietic de „transformare socialistă a agriculturii”: colectivizarea, ce a constat în înființarea de G.A.C.-uri (Gospodării Agricole Colective). Trebuie menționat că terenurile țăranilor înscriși în G.A.C. rămâneau de drept în proprietatea colectivă a acestor țărani, conform legii. În România, colectivizarea a fost similară cu cea efectuată în URSS, prin aceea că a înglobat terenurile agricole ce puteau fi adunate într-o fermă colectivă. Început întâi greoi și haotic, procesul de colectivizare a stagnat între 1953 și 1956, fiind apoi reluat cu agresivitate și dus la final în 1962. Numeroși țărani, atât săraci, cât și mai înstăriți, s-au opus acestei acțiuni, iar guvernul comunist a recurs uneori și la represiuni violente, ucideri, deportări, încarcerări și confiscări ale întregii averi a celor implicați. În zonele montane au existat însă numeroase zone necooperativizate.

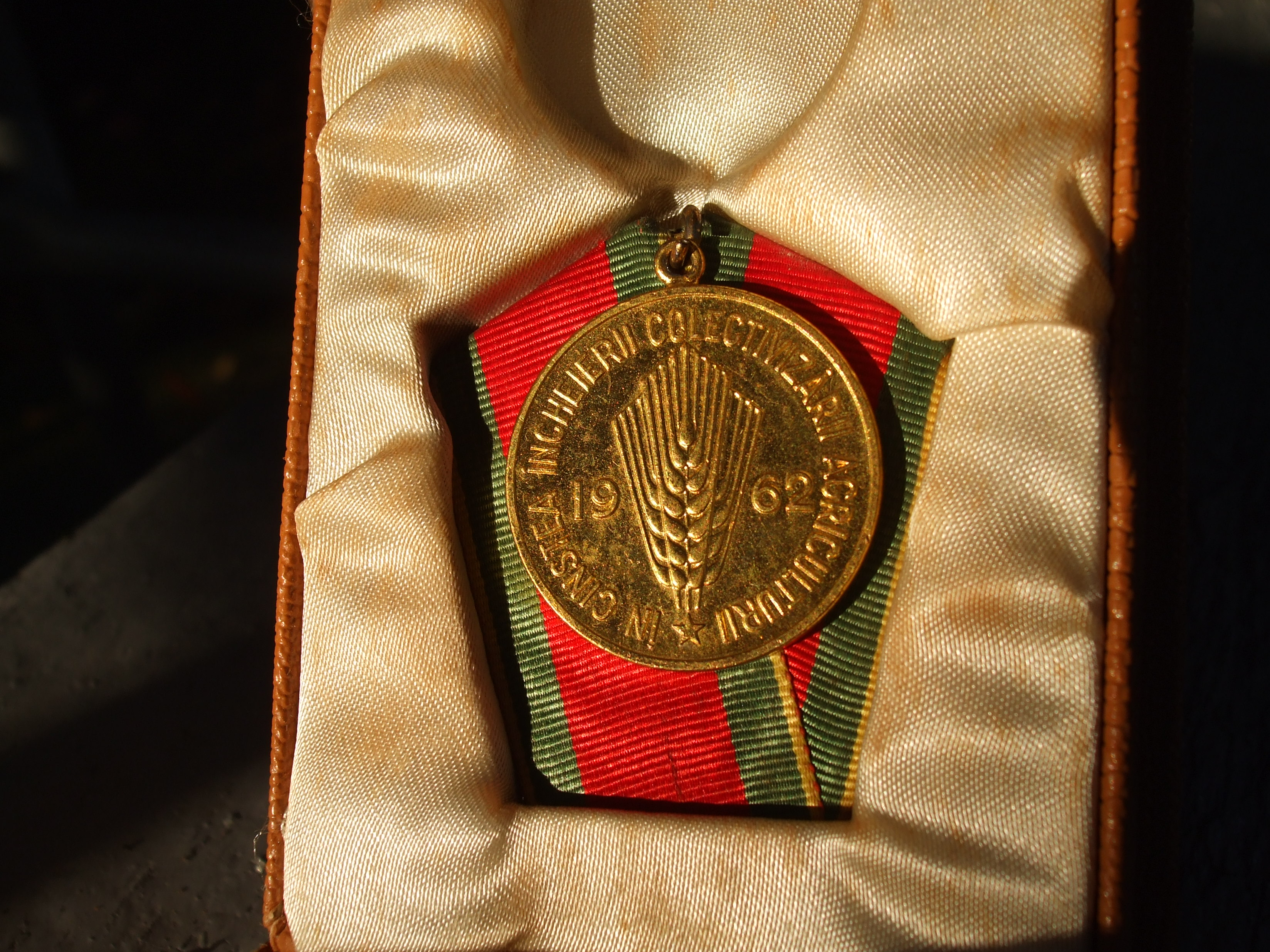
Medalie acordată în 1962 cu ocazia încheierii colectivizării

## Agricultura românească după al Doilea Război Mondial

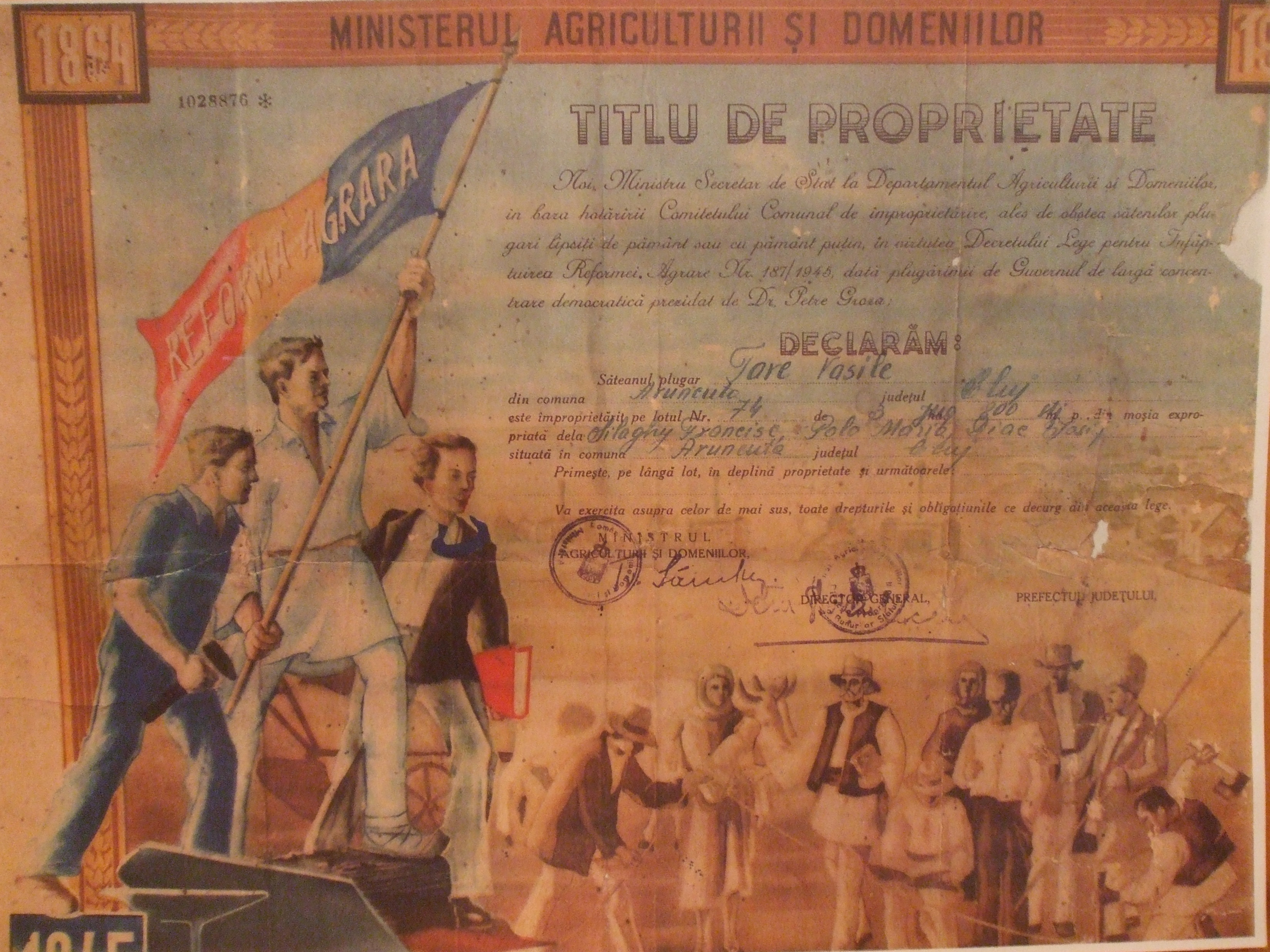
Titlu de proprietate acordat cu ocazia reformei agrare din 1945

Deși încă înapoiată tehnologic, agricultura reprezenta principala ocupație economică în România, imediat după cel de al Doilea Război Mondial. Reforma agrară din 1921 fusese cea mai radicală din Europa și condusese, prin distribuirea în medie a 4 hectare de pământ pe familie, la formarea unei pături sociale semnificative de țărani mici proprietari de pământ. După venirea la putere, la presiunile Moscovei, a guvernului Petru Groza, s-a trecut, în 23 martie 1945, la o nouă reformă agrară, menită mai ales să dezintegreze marile proprietăți funciare și să adune voturi pentru comuniști la alegerile ce urmau să fie organizate. Prin această reformă, 1.057.674 ha de pământ au fost date în proprietatea a 796.129 de familii. În 1948, țărănimea reprezenta aproximativ 75% din populația țării.

### Viziunea comunistă asupra agriculturii
Pe baza fenomenului de permanentă fărâmițare a micilor proprietăți de teren agricol și a crizei agriculturii din perioada războiului, liderii comuniști erau convinși că micile proprietăți agricole sunt inerent nerentabile, că sunt condamnate la înapoiere tehnologică și că nu se pot moderniza. De asemenea, ei considerau că soluția acestei probleme o constituie exploatarea agricolă pe suprafețe mari și că singura entitate capabilă să adune aceste proprietăți mari și să le administreze eficient este statul.
În perioada 1945-1949, Partidul Comunist, la nivel declarativ, susținea mica proprietate agricolă — așa cum arată broșurile electorale din anul 1945 — deși rezoluția PMR din februarie 1948 recomanda deja cooperația ca mijloc de ameliorare a situației economice. În realitate, comuniștii erau adepții dogmei marxist-leniniste conform căreia „mica proprietate generează capitalism zi de zi, ceas de ceas, spontan și în proporții de masă”. În 1951, Ana Pauker concluziona că „e și azi un mic capitalist în felul lui țăranul individual mic burghez”. Pentru a sparge solidaritatea socială din mediul rural, strategia inițială a comuniștilor a fost  de a cuceri adeziunea politică și susținerea țăranilor săraci, îndreptându-i împotriva celor mai înstăriți.

### Sistemul cotelor

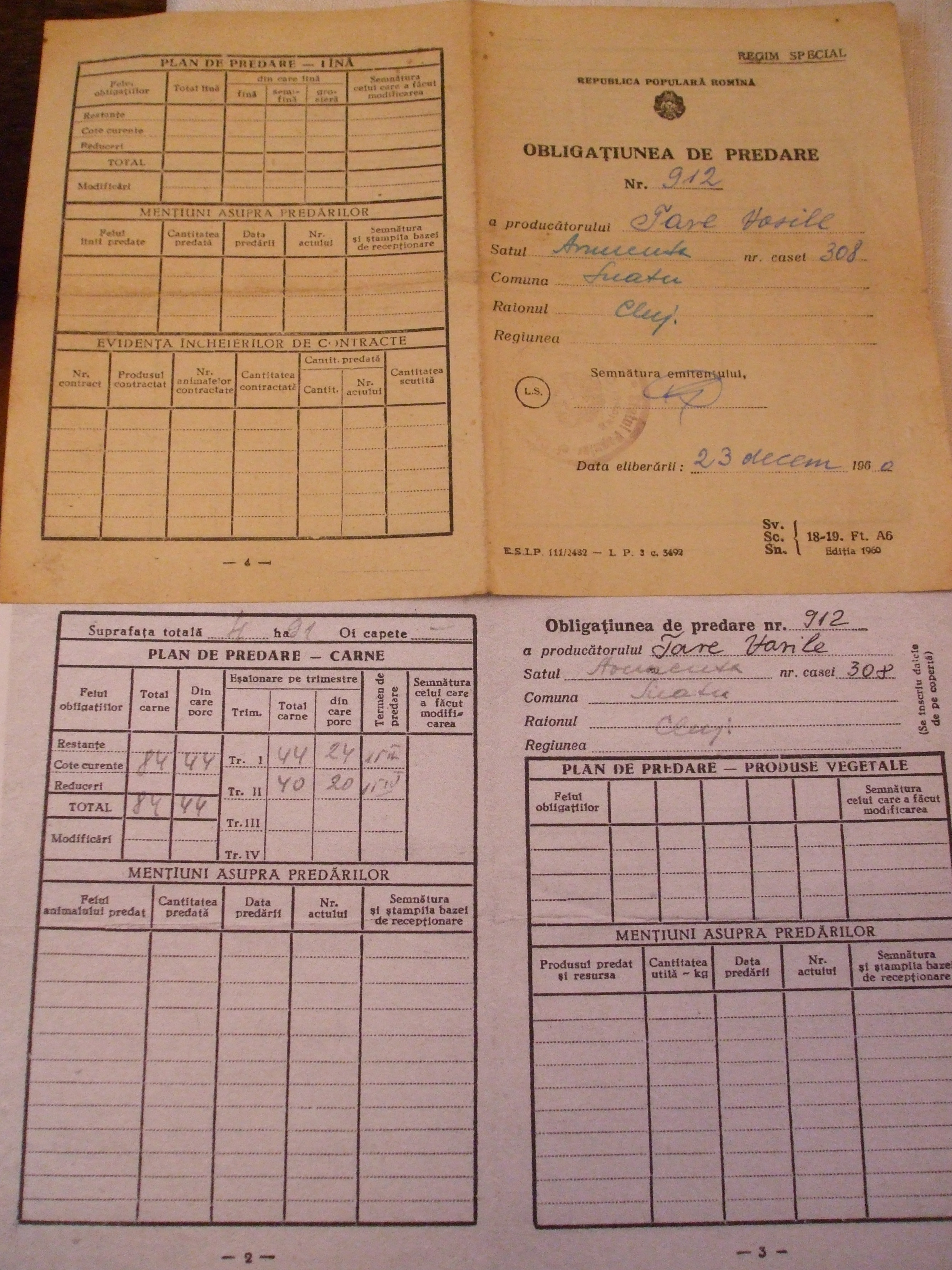
„Obligațiune de predare”, față-verso

În acest sens, pentru a compensa lipsa de alimente din orașe și necesitatea plății de despăgubiri de război Uniunii Sovietice, dar și pentru a ruina gospodăriile țărănești înstărite, a fost introdus sistemul cotelor. Prin acest sistem, țăranii erau obligați să predea statului o parte semnificativă din producția gospodăriilor lor. Dimensiunile acestui impozit în natură au variat. De multe ori, țăranii erau lăsați doar cu grâul de sămânță pentru anul următor, iar uneori nici cu acesta. Prin sistemul cotelor, multe gospodării agricole mari din zona rurală au fost duse la ruină, ceea ce a cauzat sărăcirea satelor românești în ansamblul lor (inclusiv a țăranilor săraci, pe care comuniștii îi sprijineau declarativ).

## Derularea procesului

### Etapa de început (1949-1953)

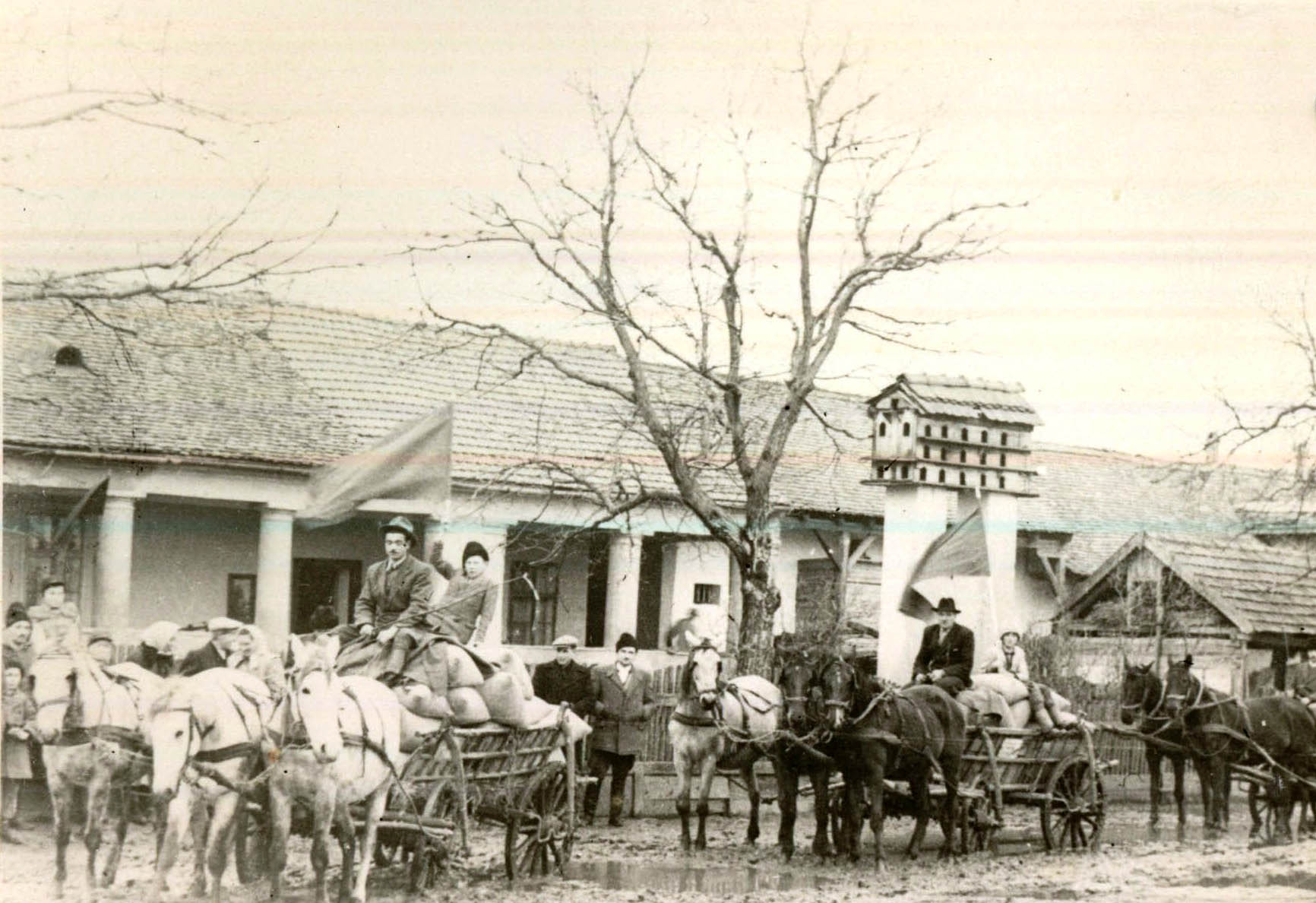
Fotografie de la Muzeul PMR: țărani luându-și partea de recoltă de la GAC „7 Noiembrie” Bihor — 1952.

Procesul de colectivizare a început violent în martie 1949, cu decretul 84/2 martie 1949, prin care se expropriau proprietățile mai mari de 50 ha. Decretul a intrat efectiv în vigoare chiar din noaptea următoare, fiind aplicat pe loc. Proprietarii au fost luați noaptea din casele lor și li s-a fixat, ilegal, domiciliu forțat în diverse localități. Proprietățile au fost confiscate în întregime, cu tot cu animale, mașini agricole și clădiri. Multe dintre cele câteva mii de foste locuințe ale proprietarilor au fost transformate în sedii de GAS-uri, GAC-uri, posturi de poliție. Propaganda vremii a prezentat pe cei expropriați ca fiind „moșieri”, dar în realitate în multe cazuri era vorba de ferme mecanizate și modernizate.

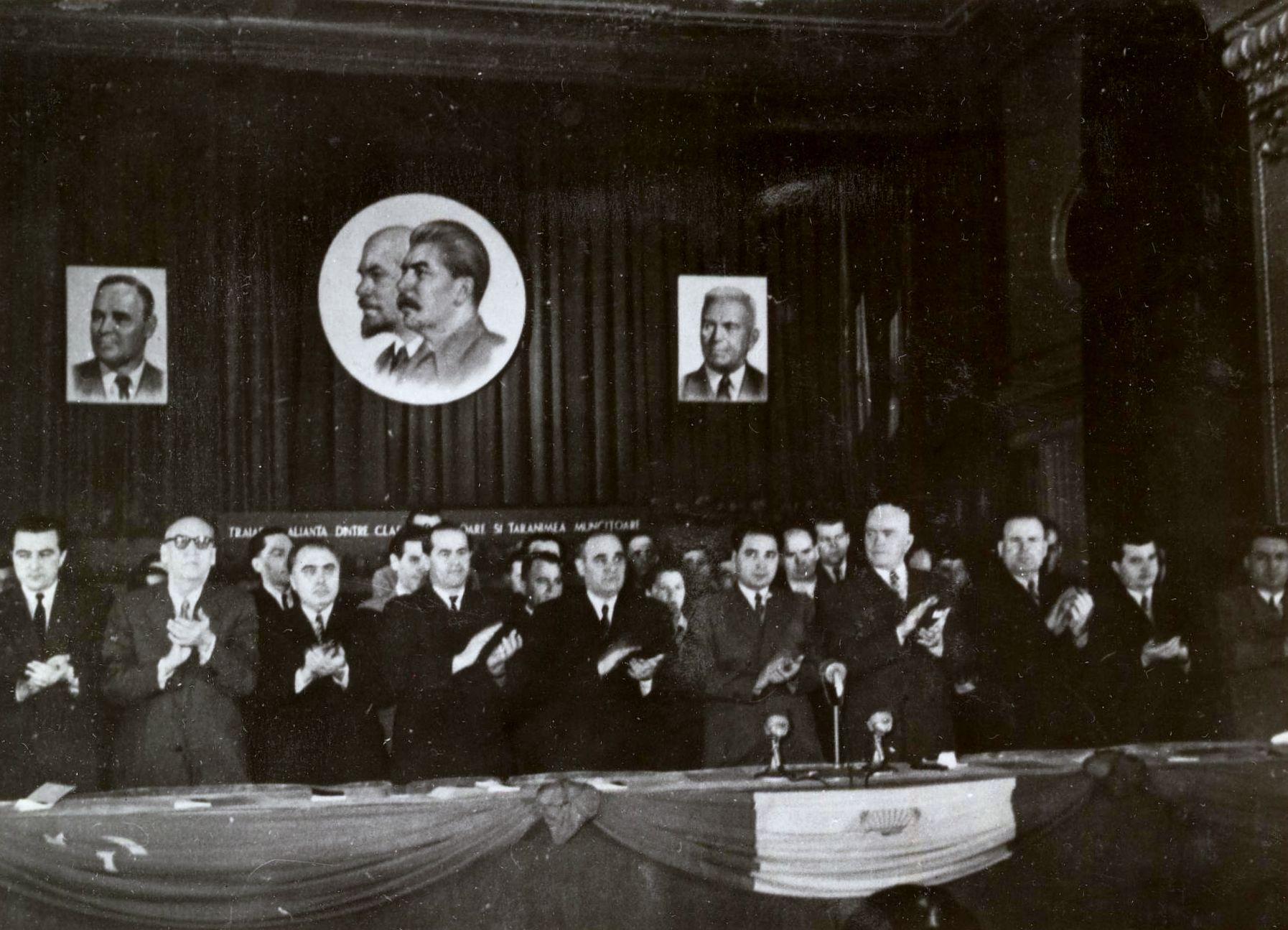
Consfătuire cu lucrătorii fruntași din agricultură, la București, în februarie 1955

În zilele imediat următoare, plenara CC al PMR a hotărât „transformarea socialistă a agriculturii”. Agricultorii a fost împărțiți în cinci categorii: țăranii fără pământ, țăranii săraci, țăranii mijlocași, țăranii înstăriți (etichetați drept chiaburi) și moșieri.
Cum prima interacțiune a funcționarilor partidului cu țărănimea, cu ocazia colectării cotelor, nu i-a pus pe primii într-o lumină favorabilă în ochii celor din urmă, în multe locuri inclusiv țăranii săraci s-au solidarizat cu așa-numiții „chiaburi”, sprijinindu-i pe aceștia. Astfel, începutul colectivizării s-a caracterizat prin numeroase ezitări, uneori țăranii înstăriți fiind lăsați cu o mică proprietate, dar în unele cazuri chiar și țăranii mijlocași fiind deposedați de întregul avut. În unele momente, represiunea a fost deosebit de dură, dar alteori autoritățile au dat înapoi.
Disensiuni au apărut în această perioadă chiar în sânul PMR. Grupul Anei Pauker a fost îndepărtat de la conducerea partidului și a secției agrare a CC, aceștia fiind etichetați ca „deviaționiști de dreapta” și fiind făcuți responsabili de întârzierile și de abuzurile din procesul de colectivizare.
Satele alese pentru prima parte a colectivizării au fost întâi satele cele mai afectate de război și de seceta ce a urmat, unde țărănimea săracă era ușor de convins de autorități să accepte soluțiile guvernului. Alte sate colectivizate în prima fază au fost cele din zone în care apăruseră mișcări de rezistență anticomunistă, cum ar fi Maramureș și Dobrogea, puterea comunistă folosind aici colectivizarea ca mijloc de represiune.

### Etapa de stagnare (1953-1956)
În 1953, Stalin a murit, iar presiunile Uniunii Sovietice asupra statelor europene ocupate privind colectivizarea au scăzut. Astfel, colectivizarea în România a stagnat între 1953 și 1955, regimul comunist lucrând doar la consolidarea Gospodăriilor Agricole Colective deja existente. În 1956 guvernul comunist a reluat discursul politic și planurile pentru continuarea colectivizării. Anul 1956 a fost marcat de evenimentele din Ungaria și aceste planuri au rămas în acel an neconcretizate de teama unor noi proteste.

### Etapa de finalizare în forță (1957-1962)

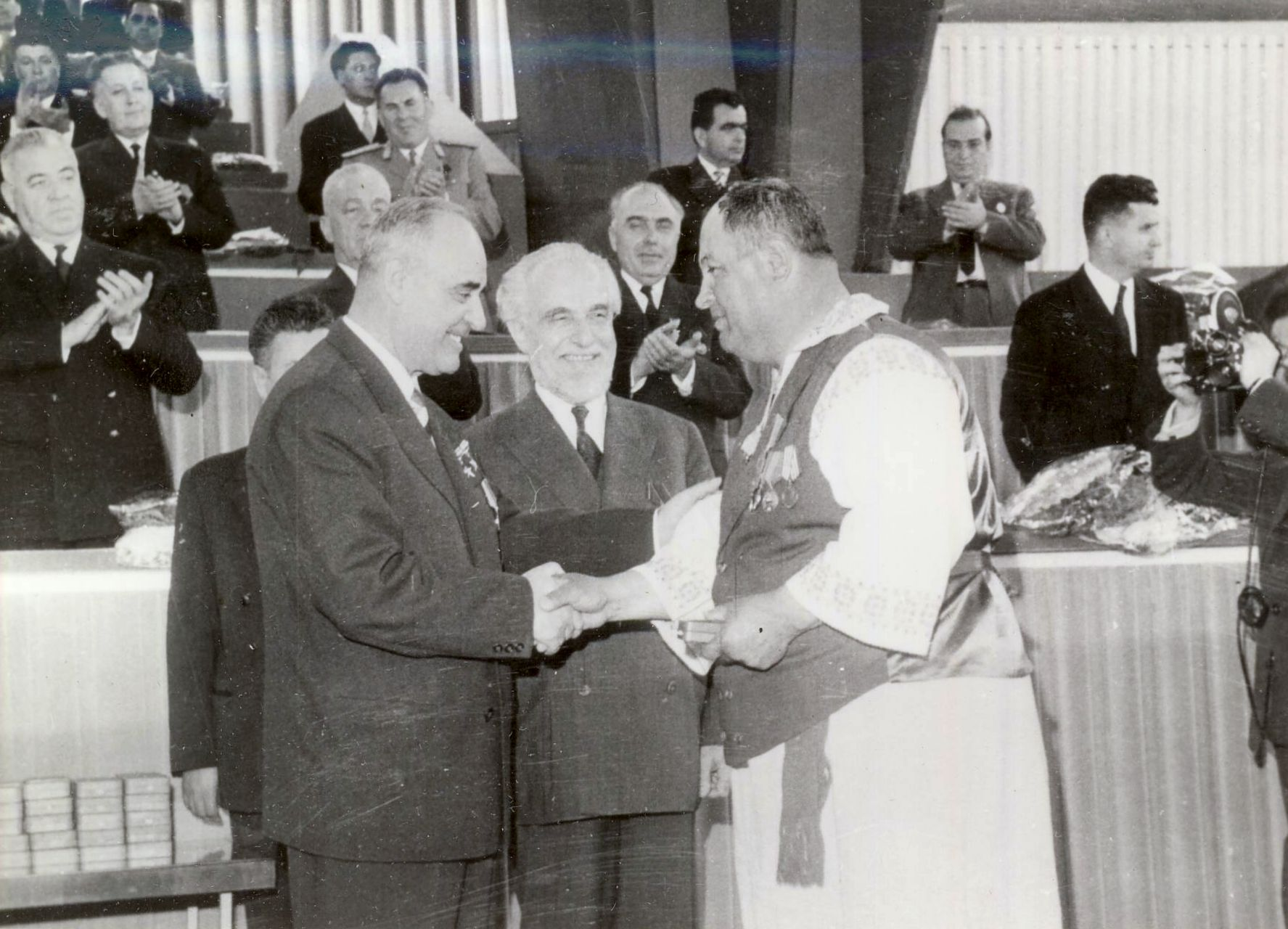
Ședință PMR din martie 1962: Ștefan Voitec și Gheorghe Gheorghiu-Dej acordă medalii cu ocazia terminării colectivizării.

În 1957, odată cu stabilizarea contextului european, colectivizarea a fost reluată printr-un program-pilot în regiunea Galați. După ce acest program a fost evaluat și considerat un succes, colectivizarea a reînceput cu violență în regiunea Constanța, unde au fost mobilizați 30.000 de activiști de partid sub conducerea secretarului regional Vasile Vâlcu, cu scopul de a termina colectivizarea în același an. Astfel, în noiembrie 1957, regiunea Constanța a fost declarată prima regiune românească colectivizată în întregime. Aparatul  propagandistic al partidului comunist a exploatat această reușită, promovând-o ca o transformare a unei provincii foarte înapoiate în una cu un standard de viață foarte ridicat în mediul rural pentru a alimenta ambițiile locale ale conducerii comuniste din celelalte regiuni. Următoarele regiuni spre care și-a îndreptat atenția regimul comunist au fost Banatul, care, ca și Dobrogea, era o provincie de graniță foarte diversă din punct de vedere etnic.
În această etapă finală, represiunea a atins maximul de violență. Numeroși țărani care se opuneau au fost arestați, condamnați sau deportați, mai ales în Bărăgan. De aceste deportări nu au fost scutiți nici moții din Apuseni. Un astfel de exemplu este cel din comuna Horea, actualmente în județul Alba, de unde au fost alese cinci familii (etichetate drept chiaburi; în realitate, acestea erau familii modeste, însă scopul urmărit de partid era acela de a intimida sătenii, mai ales pe cei hotărâți să nu renunțe la propriile parcele de pădure în favoarea statului) și deportate in Câmpia Bărăgan, într-un loc denumit Stăncuța Mare, practic un loc viran unde oameni aduși din toate colțurile țării au fost nevoiți să-și sape bordeie pentru a nu îngheța sub cerul liber.

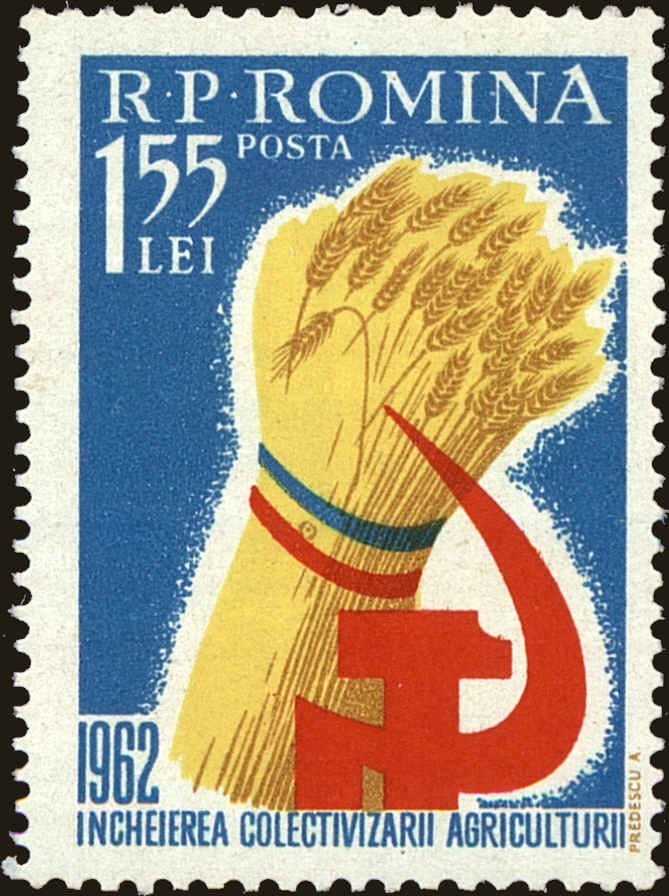
Timbru emis în 1962 care anunță „încheierea colectivizării agriculturii”

În ședința Camerei Deputaților din 7 martie 2000, deputatul PNȚCD de Sălaj Vasile Vetișanu rememora povestea unui țăran din județul său, etichetat drept chiabur și persecutat de autorități: 
| “ | De fapt, se încerca intimidarea celorlalți, prin frică. În satul sălăjean Mălădia, gospodarul fruntaș Ioan F. Mocanu, numit „chiabur” și „chiabr”, a fost arestat în trei rânduri de securiștii Făgărășanu și I. Pădureanu, pentru vina de a fi muncit o viață pământul și a fi fost gospodar fruntaș, ales, pentru aceasta, primar al satului timp de 26 de ani, după 1918. Spaima a cuprins tot satul, reducându-l la supunere. După schingiuiri, a fost adus acasă din arest cu căruța, cu coastele zdrobite și obligat să tacă asupra torturilor la care a fost supus, după ce a fost aruncat în închisoarea din Șimleu, în urma a 50 de tururi cu mașina în jurul orașului de mai sus, spunându-i-se că este în Cluj, nu în Șimleu. Dar n-a tăcut. Mi-a mărturisit cum a fost legat sus de mâini, dezbrăcat în pielea goală, ars cu țigara și bătut cu ciomagul de cauciuc, pentru a spune ce a pus la cale în sat și unde ar avea arma ascunsă. După chinuri groaznice, călăii aruncau pe el găleți de apă, apoi o luau de la început. De aceea, mă întorc în acel sat în care a putut suferi atâta, fără să renunțe la pământ. Când a venit colectivizarea, în același sat, Ioan Mudure a Șfaițărului a fostă bătut de moarte, mutilat, ducându-se repede în mormânt, ca mulți alții. | ” |

Gheorghe Gheorghiu-Dej a sărbătorit încheierea procesului de colectivizare a agriculturii prin organizarea unei plenare speciale a CC al PMR la 23-25 aprilie 1962 și a unei sesiuni speciale a MAN în București, la 27-30 aprilie 1962, la care au participat 11 000 de țărani, numărul țăranilor invitați fiind o aluzie la numărul victimelor Răscoalei din 1907.
Dej a raportat că formele socialiste de proprietate dețineau 96% din terenul arabil și 93,4% din suprafața agricolă.
Chiar dacă în România procesul a fost îndelungat, fruntașii partidului erau convinși că se descurcaseră cel mai bine din lagărul comunist. Nu în toate țările socialismul a învins definitiv în toate sectoarele a afirmat Ceaușescu în ședința Biroului Politic din februarie 1963.
Prin Decretul 346/1977, publicat la 28.09.1977, au fost înființate Cooperativele Agricole de Producție (CAP), înlocuind GAC, în al căror statut se precizează: 
Cooperativa agricolă de producție este organizația economică socialistă în care țăranii se unesc de bunăvoie, aducînd în proprietatea cooperativei pămîntul și celelalte mijloace principale de producție. În cooperativa agricolă munca este organizată în comun, iar retribuirea se face în raport cu cantitatea și calitatea muncii prestate, cu producția realizată, precum și cu dezvoltarea economică a cooperativei.
Cooperativa agricolă de producție are drept obiect cultivarea în comun a pămîntului, folosirea pe scară largă a mecanizării, chimizării, irigațiilor, a științei și tehnicii înaintate pentru obținerea unor producții agricole vegetale și animale din ce în ce mai mari, dezvoltarea de activități cu caracter industrial, de prelucrare a producției agricole, de construcții și prestări de servicii, în scopul creșterii continue a bunăstării țărănimii, ridicării social-culturale a satului la un nivel tot mai înalt de civilizație, sporirii contribuției cooperativei la satisfacerea nevoilor de consum ale populației, ale economiei naționale.
Consiliul de Stat a publicat în Monitorul Oficial nr. 18 din 30 martie 1983 o nouă formă a statutului cooperativei agricole de producție.

## Rezistență și mijloace de represiune

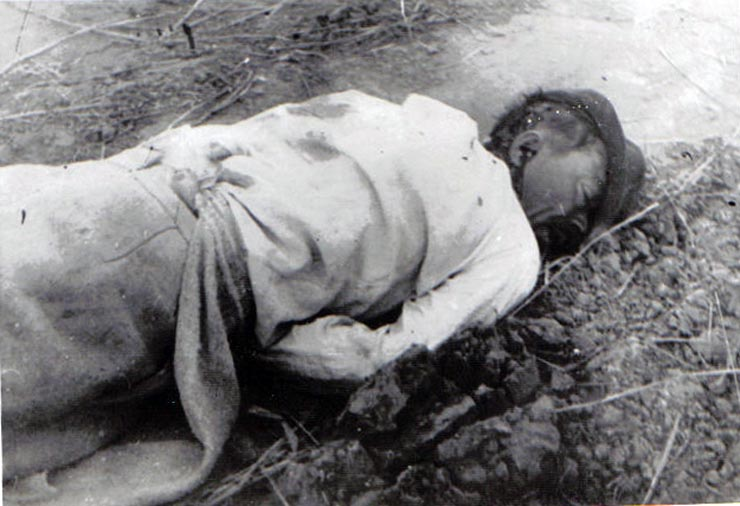
Represiunea împotriva țăranilor răsculați a fost extrem de violentă.

Încă de la început, procesul de colectivizare a fost întâmpinat cu rezistență de țărani, care s-au răsculat în numeroase rânduri, încă din 1949, în nordul Moldovei și în Transilvania. Trupele de Securitate, Miliție și Grăniceri au răspuns trăgând în țăranii răsculați. Pe lângă cei care au murit atunci, alții au fost arestați și unii chiar executați sumar. Sute de persoane au fost anchetate penal și condamnate la pedepse grele, iar familiile lor deportate în Dobrogea. Anul următor a adus asemenea răscoale și în sudul țării, mai ales în județul Vlașca, unde în unele cazuri chiar liderii comunităților locale, membri ai PMR s-au alăturat protestelor. Represiunea a continuat și spre sfârșitul anilor 1950, cele mai mari răscoale având loc în actualul județ Vrancea. Mii de țărani au fost condamnați la închisoare și averile lor au fost confiscate.
Peste 40.000 de persoane, mai ales țărani înstăriți, au fost deportate din Banat și din Dobrogea în Bărăgan, în două rânduri: o dată în 1949 și apoi din nou în 1951. Deportații au fost așezați într-o zonă geografică dificilă, fiind în continuare persecutați politic. Localitățile în care au fost aceștia mutați au fost denumite de Securitate „comune speciale”, și erau în număr de 18. Cei deportați au fost lăsați să se întoarcă în localitățile lor în 1955 și 1956, găsindu-și casele confiscate.
O mare parte dintre proprietatea celor deportați sau izgoniți au fost confiscate și transformate în sedii ale organismelor de partid sau cooperativelor agricole locale.
Ultimul mare episod sângeros al colectivizării forțate a avut loc pe 15 ianuarie 1961 în comuna Vâlcele, județul Olt. Atunci au fost împușcate de către milițieni 5 persoane și arestate alte 25, pedepsele lor cu închisoarea însumând peste 84 de ani.

## Colectivizarea în context est-european
Partidul Comunist Român a implementat în România o colectivizare cvasitotală, după model stalinist, ea putând fi evitată doar în zonele de munte unde colectivizarea nu era posibilă. Țăranii care nu puteau păstra decât casa în care locuiau au fost astfel forțați fie să plece la orașe pentru a lucra în fabricile deschise prin procesul de industrializare forțată, fie să rămână în sate muncind la CAP pentru salarii mult mai mici. O asemenea colectivizare nu a mai fost făcută în țările comuniste est-europene decât în Albania. Modelul urmat a fost cel al URSS, unde a avut loc după 1929 și represiunea a fost extrem de dură, culminând cu înfometarea deliberată a țăranilor ucraineni din 1932-1933. Primul stat care a renunțat la ideea colectivizării a fost Iugoslavia lui Tito, în 1953. De asemenea, Polonia a încetat procesul în 1956, în cele două țări proprietatea de stat și cea privată în domeniul agricol coexistând pe durata regimului comunist. Ungaria, după un experiment cu colectivizarea stalinistă, a permis proprietatea privată asupra unor terenuri mici, lăsând creșterea animalelor în seama sectorului agricol privat și concentrând atenția sectorului de stat asupra cultivării cerealelor pe arii extinse. Alte țări, cum ar fi RDG, Bulgaria și Cehoslovacia, au implementat și ele colectivizarea masivă, dar țăranii muncitori la fermele agricole au fost plătiți similar celor din industrie, și li s-a permis și să cultive loturi individuale, ceea ce a ajutat la evitarea dezastrului total al economiei socialiste.

## Urmări
Ca urmare a colectivizării, relațiile economice existente anterior în agricultura românească au fost distruse. Mult lăudata agricultură socialistă a arătat semne evidente de slăbiciune, intrând adesea în criză. În anii 1980, efectivele de animale crescute în micile gospodării țărănești, pe 15% din suprafața agricolă totală rămasă în afara CAP-urilor reprezenta aproximativ 50% din efectivele totale. Criza economică din acea perioadă a dus sistemul la colaps, țăranii colectivizați ajungând să sufere de foame.
După căderea regimului comunist în 1989, toate forțele politice au fost de acord că acest sistem trebuie să fie schimbat și CAP-urile au fost desființate. Reconstituirea dreptului la proprietate pe terenurile agricole este un proces îndelungat și greoi, dar a cărui derulare a reprezentat singura soluție de revenire la relațiile economice capitaliste în agricultură. Astfel, în 1991, guvernul condus de Petre Roman și dominat de FSN a promovat o primă lege de retrocedare parțială a unor mici proprietăți funciare. Legea a fost insuficientă și a fost criticată de reprezentanții PNȚCD, care, prin deputatul Vasile Lupu, au depus un nou proiect axat pe principiul restitutio in integrum, principiu pe care candidatul prezidențial al partidului, Emil Constantinescu l-a enunțat în campania electorală ce a urmat. Proiectul a fost adoptat după ce în 1996 Constantinescu a devenit președinte și în Parlament s-a format o majoritate compusă din CDR, UDMR și PD, în pofida opoziției PDSR și a senatorului PD Triță Făniță. Promulgarea legii a fost făcută de președintele Emil Constantinescu într-o ceremonie publică, la care (ca replică la plenara specială a CC al PMR din aprilie 1962) au fost prezenți un grup de țărani în frunte cu deputatul Lupu îmbrăcat în costum popular. Aplicarea și acestei legi a stagnat, fiind restrânsă și limitată în timpul guvernării PSD din 2000–2004, însă aceasta a fost reimpulsionată prin așa-numitele „legi ale proprietății” din 2005, care au eliminat limitările de suprafață retrocedată și au consacrat principiul retrocedării terenurilor pe vechiul amplasament. În anii 80' unele comune de așezare muntoasa (ex. comuna Bran din județul Brașov)nu au fost afectate de procesul colectivizare, legenda spune ca sindicatul din Bran i-a scris personal lui Ceaușescu sa cumpere un elicopter din fondurile locatorilor. 